# Cixius yangi
Cixius yangi är en insektsart som beskrevs av Tsaur 1991. Cixius yangi ingår i släktet Cixius och familjen kilstritar. Inga underarter finns listade i Catalogue of Life.